# Aeropuerto de Fangatau
El aeródromo de Fangatau (código AITA : FGU • código OACI : NTGB) es un aeródromo sito sobre el atolón de Fangatau en el archipiélago de las Tuamotu en Polinesia Francesa.

## Compañías y destinos
- Air Tahiti Tahití Fa'tiene'ā

- Datos: Q14955954